# Varbergs stadsbibliotek

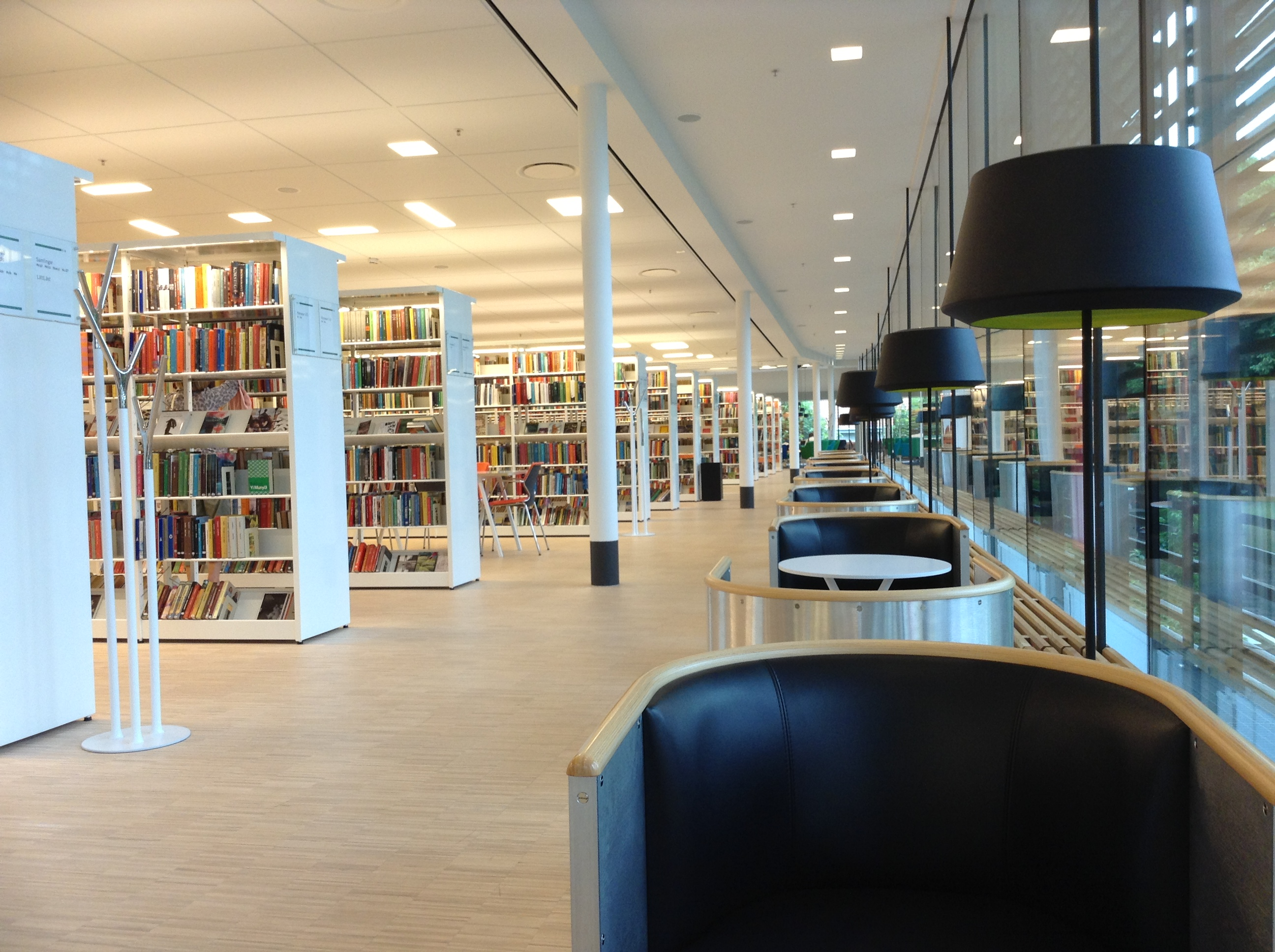
Interiör från biblioteket, övre plan. Foto från 2013.

Varbergs stadsbiblioteket är huvudbiblioteket i Varbergs kommun. Det har legat på sin nuvarande plats sedan 1981. Åren 2010–2011 påbyggdes biblioteket med ytterligare en våning och omvandlades till det nuvarande kulturhuset Komedianten, som invigdes den 14 januari 2012.
Stadsbibliotekets största del är belägen på övre plan i Komedianten. Här finns både skönlitteratur och facklitteratur. På entréplan finns litteratur för barn, tidningar och tidskrifter och tidningar samt andra typer av media, som musik och film. I Komediantens källare ligger studiebiblioteket, med den särskilda Hallandsavdelningen samt böcker som, innan biblioteket byggdes om till kulturhus, varit magasinerade på grund av låg lånefrekvens. Källarvåningen inrymmer också studierum och rum för släktforskning.
Utöver stadsbiblioteket finns i kommunen filialbibliotek i Bua, Kungsäter, Rolfstorp, Träslövsläge, Tvååker och Veddige, samt på Campus Varberg. Dessutom finns en bokbuss.

## Historia

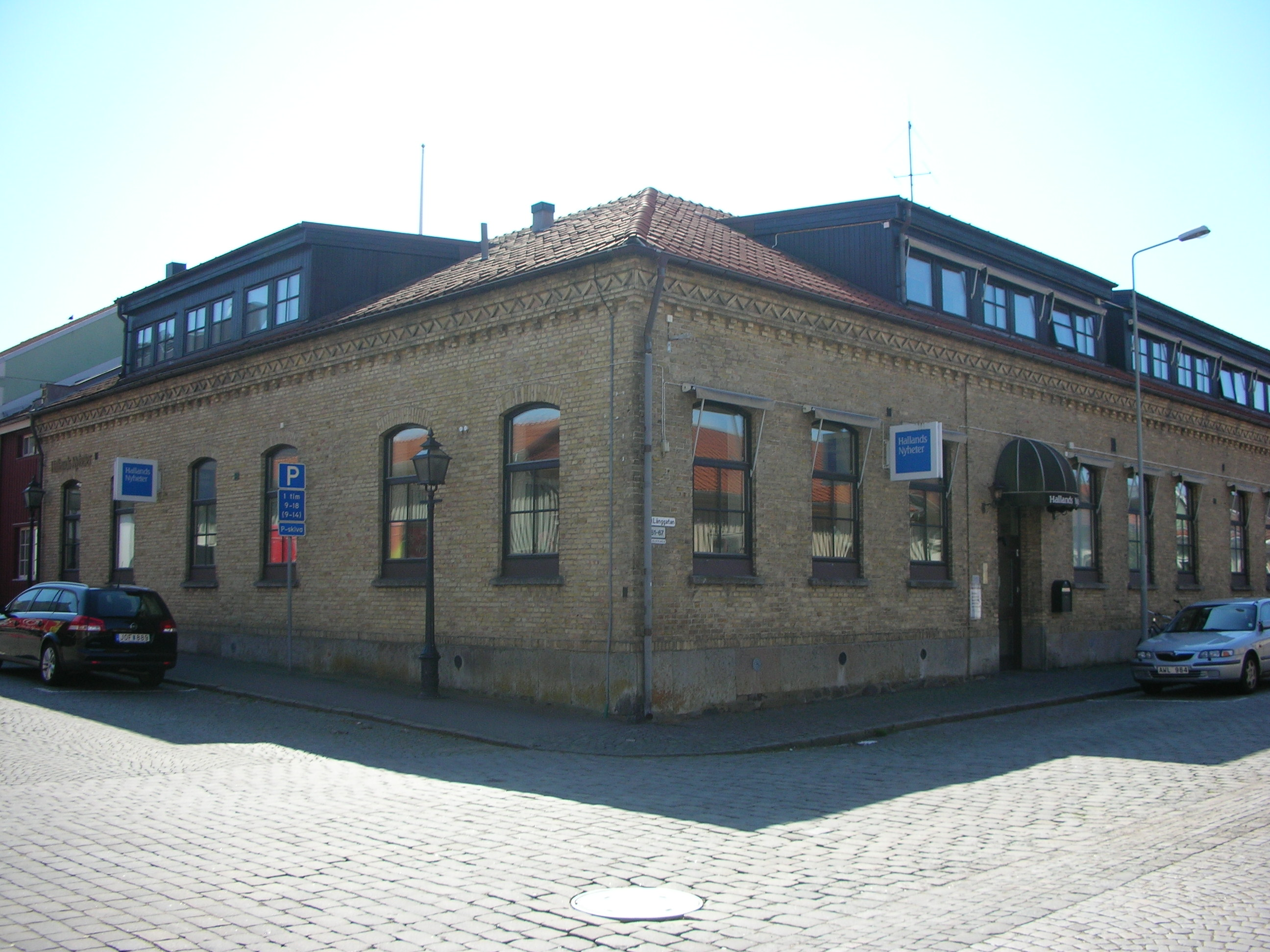
Biblioteket inrymdes i gamla små- och folkskolan åren 1912–1981.

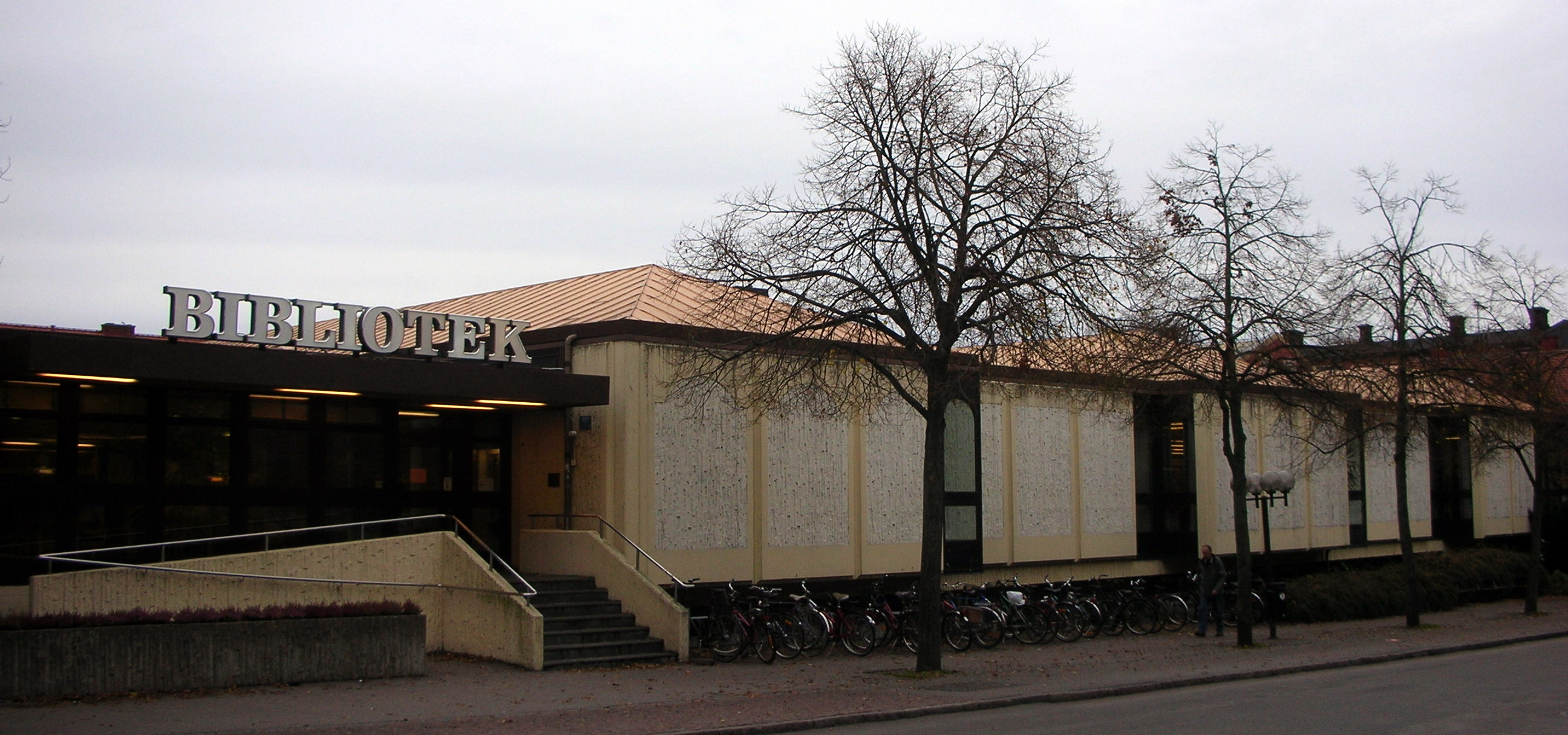
Varbergs bibliotek, ritat av Johan Tuvert, före ombyggnaden 2010–2012.

Varbergs första lånebibliotek var det så kallade Baggeska biblioteket, som bildades 1834 och drevs av häradshövdingen och rådmannen Peter Samuel Bagge. Allmänheten kunde låna böcker mot en avgift av 6 riksdaler banco för ett år eller 4 skilling för en dag. Större delen av Baggeska bibliotekets boksamling finns bevarad på det nuvarande folkbiblioteket. Föreningen för spridande av allmän bildning tog 1871 initiativ till ett allmänt lånebibliotek. Man ansökte hos stadsfullmäktige om att få upprätta ett bibliotek i Varbergs rådhus, men fick avslag. Arbetarföreningen fick 1886 ett årligt anslag om 150 kronor för att kunna upprätthålla en läslokal. Varbergs stad övertog biblioteket 1905, och det inrymdes i rådhuset fram till 1912, då drätselkammaren övertog lokalerna.

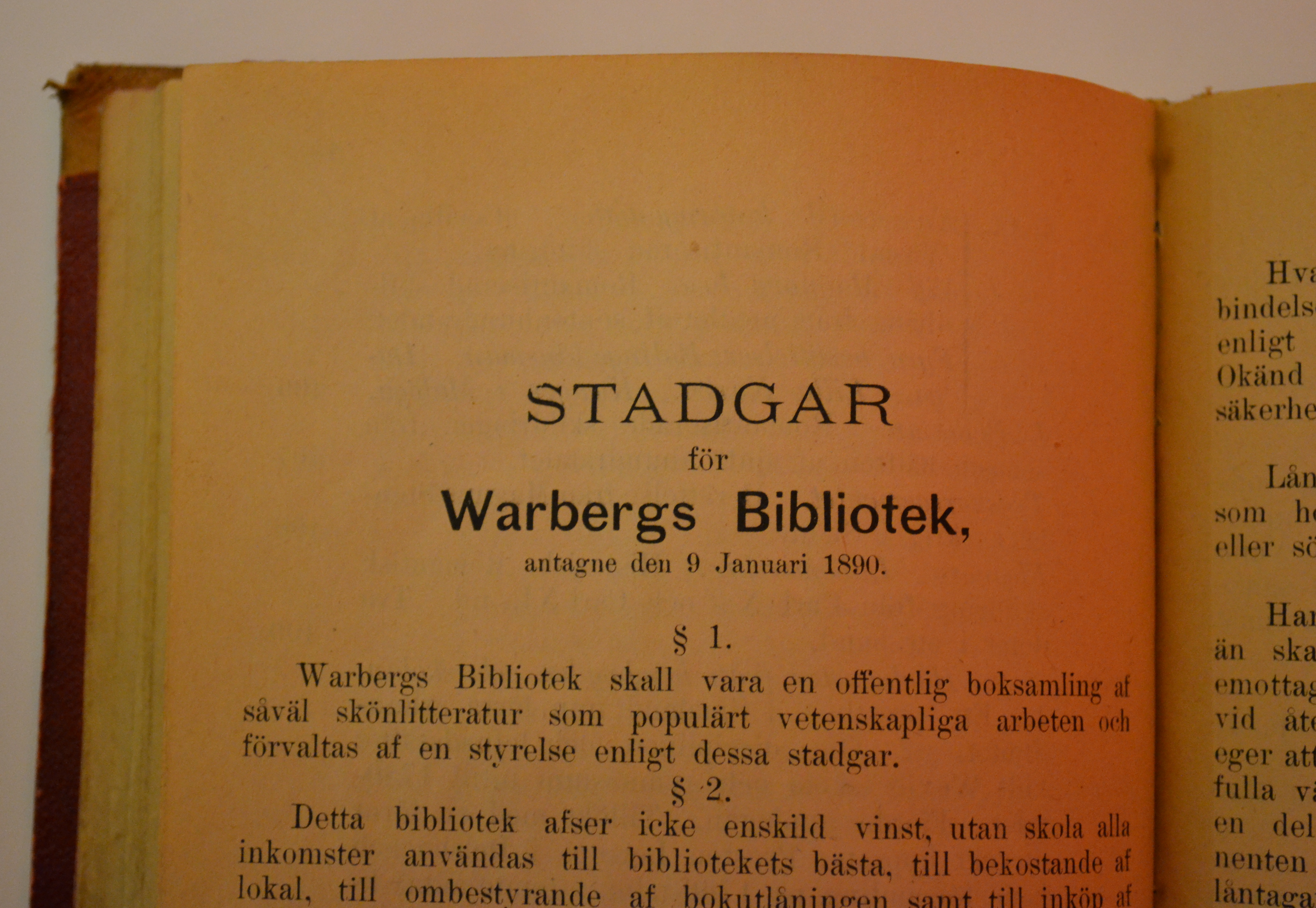
Stadgar för Varbergs bibliotek, antagna den 9 januari 1890.
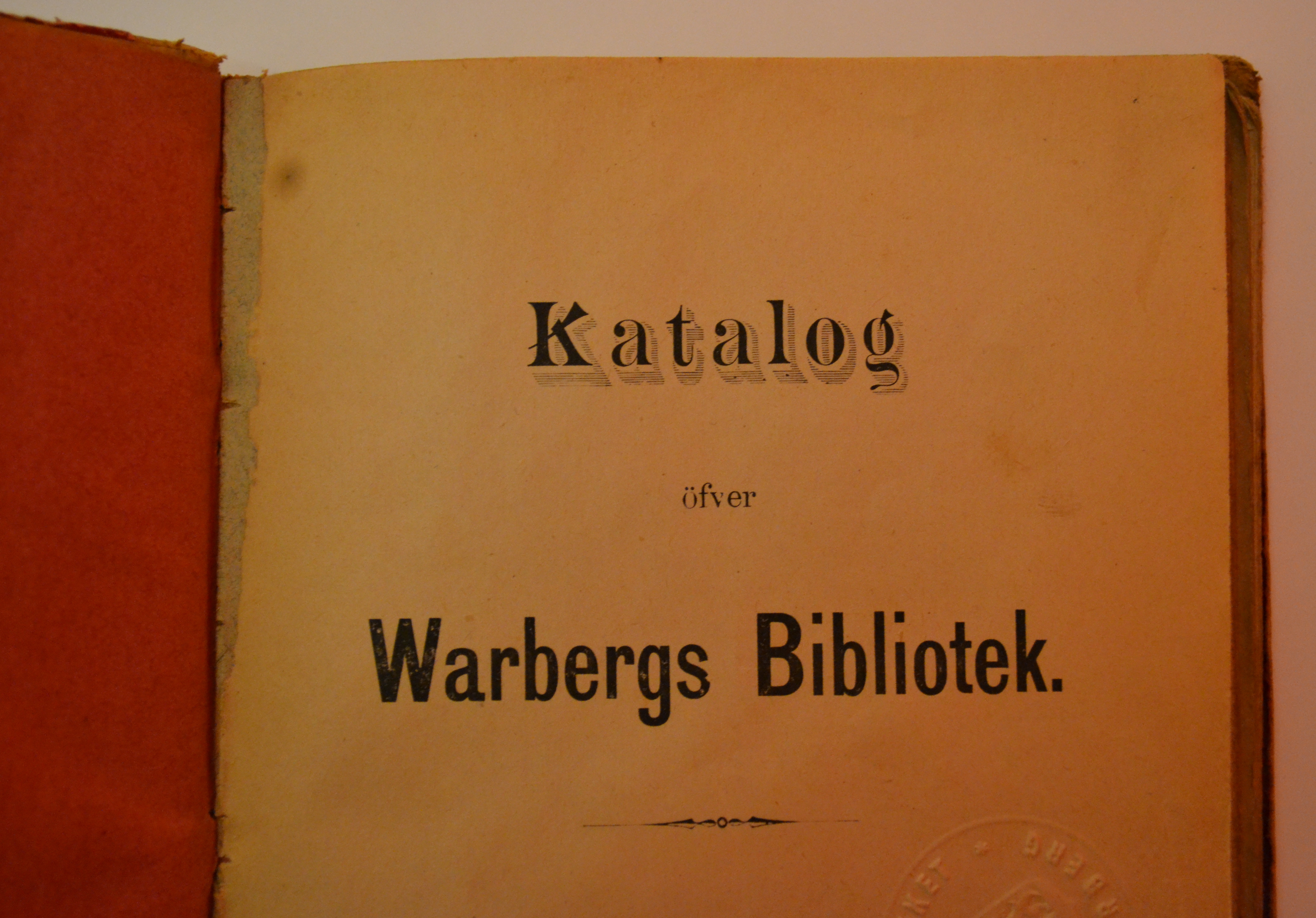
Katalog över Varbergs bibliotek 1890.

Mellan 1912 och 1981 inrymdes biblioteket i den gamla små- och folkskolan vid Östra Långgatan, uppförd på 1860-talet. Därefter flyttade det till en ny byggnad, ritad av Johan Tuvert, granne med Varbergs teater från 1895 på Engelbrektsgatan i Norra förstaden. Det nya biblioteket invigdes den 11 januari 1981 av riksdagens talman Ingemund Bengtsson. Innan biblioteket byggdes fanns sedan 1930 Varbergs brandstation på tomten. Brandstationen flyttades 1979 till industriområdet Stormhall. Den gamla bibliotekslokalen på Östra Långgatan inrymmer idag Hallands Nyheters Varbergsredaktion.
En förstudie om bibliotekets om- och utbyggnad till kulturhus påbörjades i juni 2007 och redovisades i augusti 2008. Tjugofyra olika arkitektkontor ansökte om att få rita det nya kulturhuset, varav fyra valdes ut att komma med förslag. Det förslag som skickats in av Nyréns arkitektkontor valdes i juni 2009. Ombyggnaden påbörjades i september 2010. Under byggtiden fanns Varbergs bibliotek i provisoriska lokaler i Gamlebyskolan i grannkvarteret i nordost. Kulturhuset Komedianten invigdes den 14 januari 2012 av kommunfullmäktiges ordförande Margareta Lorentzen (FP) och kultur- och fritidsnämndens ordförande Christofer Bergenblock (C), under medverkan av slagverksensemblen Komodo och skådespelaren Maria Lundqvist, som gestaltade sin rollfigur bibliotekarien Sally Santesson från tv-serien Sally (1999).